# Campionati europei di ciclismo su pista 2020 - Corsa a eliminazione femminile
La gara a eliminazione femminile ai Campionati europei di ciclismo su pista 2020 si è svolta il 12 novembre 2020 presso il velodromo Kolodruma di Plovdiv, in Bulgaria.

## Podio
| Pos.    | Atleta           | Nazionalità   |
| ------- | ---------------- | ------------- |
| Oro     | Elinor Barker    | Gran Bretagna |
| Argento | Rachele Barbieri | Italia        |
| Bronzo  | Maria Martins    | Portogallo    |

## Risultati
| Posizione | Atleta                 | Nazione       |
| --------- | ---------------------- | ------------- |
| 1         | Elinor Barker          | Gran Bretagna |
| 2         | Rachele Barbieri       | Italia        |
| 3         | Maria Martins          | Portogallo    |
| 4         | Diana Klimova          | Russia        |
| 5         | Ina Savenka            | Bielorussia   |
| 6         | Michelle Andres        | Svizzera      |
| 7         | Laura Rodríguez        | Spagna        |
| 8         | Nikol Płosaj           | Polonia       |
| 9         | Alzbeta Bacikova       | Slovacchia    |
| 10        | Argiro Milaki          | Grecia        |
| 11        | Tetyana Klimchenko     | Ucraina       |
| 12        | Olivija Baleisyte      | Lituania      |
| 13        | Jarmila Machacova      | Rep. Ceca     |
| 14        | Johanna Kitti Borissza | Ungheria      |